# Gymnophora commotria
Gymnophora commotria är en tvåvingeart som beskrevs av Schmitz 1929. Gymnophora commotria ingår i släktet Gymnophora och familjen puckelflugor. Inga underarter finns listade i Catalogue of Life.